# Списак епизода серије Изгубљени

Ово је списак епизода серије Изгубљени.
Серија прати животе преживелих путника, лета 815 компаније Океаник ерлајнс који је летео од Сиднеја за Лос Анђелес, чији се авион срушио на тропско острво у јужном Пацифику. Убрзо по доласку на острво, налазе се у сукобу са групом опасних острвљана које они називају „Они други” (или краће „Други”). Свака епизода прати даље дешавање на острву, као и флешбек неког од главних ликова, о животу пре доласка на острво, који иду до одређене тачке.

## Преглед серије
| Сезона | Сезона | Епизоде | Епизоде | Оригинално емитовање | Оригинално емитовање |
| Сезона | Сезона | Епизоде | Епизоде | Премијера            | Финале               |
| ------ | ------ | ------- | ------- | -------------------- | -------------------- |
|        | 1.     | 25      | 25      | 22. септембар 2004.  | 25. мај 2005.        |
|        | 2.     | 24      | 24      | 21. септембар 2005.  | 24. мај 2006.        |
|        | 3.     | 23      | 23      | 4. октобар 2006.     | 23. мај 2007.        |
|        | 4.     | 14      | 14      | 31. јануар 2008.     | 29. мај 2008.        |
|        | 5.     | 17      | 17      | 21. јануар 2009.     | 13. мај 2009.        |
|        | 6.     | 18      | 18      | 2. фебруар 2010.     | 23. мај 2010.        |

## Епизоде

### 1. сезона (2004–05)
| Бр. еп. (укупно) | Бр. еп. (у сезони) | Наслов                                                  | Редитељ         | Сценариста                                                                                       | Истакнути лик(ови) | Премијера           | Гледаност у САД (милиони) |
| ---------------- | ------------------ | ------------------------------------------------------- | --------------- | ------------------------------------------------------------------------------------------------ | ------------------ | ------------------- | ------------------------- |
| 1                | 1                  | Пилот (1. део)                                          | Џеј-Џеј Абрамс  | Прича: Џефри Либер, Џеј-Џеј Абрамс и Дејмон Линделоф Теледрама: Џеј-Џеј Абрамс и Дејмон Линделоф | Џек                | 22. септембар 2004. | 18,65                     |
| 2                | 2                  | Пилот (2. део)                                          | Џеј-Џеј Абрамс  | Прича: Џефри Либер, Џеј-Џеј Абрамс и Дејмон Линделоф Теледрама: Џеј-Џеј Абрамс и Дејмон Линделоф | Чарли и Кејт       | 29. септембар 2004. | 17,00                     |
| 3                | 3                  | Празна плоча                                            | Џек Бендер      | Дејмон Линделоф                                                                                  | Кејт               | 6. октобар 2004.    | 16,54                     |
| 4                | 4                  | Поход                                                   | Џек Бендер      | Дејвид Фјури                                                                                     | Лок                | 13. октобар 2004.   | 18,16                     |
| 5                | 5                  | Бели зец                                                | Кевин Хукс      | Кристијан Тејлор                                                                                 | Џек                | 20. октобар 2004.   | 16,82                     |
| 6                | 6                  | Кућа излазећег сунца                                    | Мајкл Зинберг   | Хавијер Гриљо-Маршуах                                                                            | Сан                | 27. октобар 2004.   | 16,83                     |
| 7                | 7                  | Мољац                                                   | Џек Бендер      | Џенифер Џонсон и Пол Дини                                                                        | Чарли              | 3. новембар 2004.   | 18,73                     |
| 8                | 8                  | Човек од поверења                                       | Такер Гејтс     | Дејмон Линделоф                                                                                  | Сојер              | 10. новембар 2004.  | 18,44                     |
| 9                | 9                  | Усамљен                                                 | Грег Јејтенс    | Дејвид Фјури                                                                                     | Сајид              | 17. новембар 2004.  | 17,64                     |
| 10               | 10                 | Васпитан од стране неког другог                         | Марита Грабијак | Лин Е. Лит                                                                                       | Клер               | 1. децембар 2004.   | 17,15                     |
| 11               | 11                 | Сви најбољи каубоји су имали проблема са својим очевима | Стивен Вилијамс | Хавијер Гриљо-Маршуах                                                                            | Џек                | 8. децембар 2004.   | 18,88                     |
| 12               | 12                 | Шта год да је у питању                                  | Џек Бендер      | Дејмон Линделоф и Џенифер Џонсон                                                                 | Кејт               | 5. јануар 2005.     | 21,59                     |
| 13               | 13                 | Срца и умови                                            | Род Холкомб     | Карлтон Кјуз и Хавијер Гриљо-Маршуах                                                             | Бун                | 12. јануар 2005.    | 20,81                     |
| 14               | 14                 | Посебно                                                 | Грег Јетејнс    | Дејвид Фјури                                                                                     | Мајкл и Волт       | 19. јануар 2005.    | 19,69                     |
| 15               | 15                 | Повратак кући                                           | Кевин Хукс      | Дејмон Линделоф                                                                                  | Чарли              | 9. фебруар 2005.    | 19,48                     |
| 16               | 16                 | Одметници                                               | Џек Бендер      | Дру Годард                                                                                       | Сојер              | 16. фебруар 2005.   | 17,87                     |
| 17               | 17                 | ...у преводу                                            | Такер Гејтс     | Хавијер Гриљо-Маршуах и Леонард Дик                                                              | Џин                | 23. фебруар 2005.   | 19,49                     |
| 18               | 18                 | Бројеви                                                 | Данијел Атијас  | Дејвид Фјури и Бен Флечер                                                                        | Херли              | 2. март 2005.       | 18,85                     |
| 19               | 19                 | Бог из машине                                           | Роберт Мендел   | Карлтон Кјуз и Дејвид Линделоф                                                                   | Лок                | 30. март 2005.      | 17,75                     |
| 20               | 20                 | Не повреди                                              | Стивен Вилијамс | Џенет Тамаро                                                                                     | Џек                | 6. април 2005.      | 17,12                     |
| 21               | 21                 | Добре намере                                            | Дејвид Гросман  | Леонард Дик                                                                                      | Сајид              | 4. мај 2005.        | 17,20                     |
| 22               | 22                 | Рођена да бежи                                          | Такер Гејтс     | Прича: Хавијер Гриљо-Маршуах Теледрама: Едвард Китсис и Адам Хоровиц                             | Кејт               | 11. мај 2005.       | 17,10                     |
| 23               | 23                 | Излазак (1. део)                                        | Џек Бендер      | Дејмон Линделоф и Карлтон Кјуз                                                                   | разни              | 18. мај 2005.       | 18,62                     |
| 24               | 24                 | Излазак (2. део)                                        | Џек Бендер      | Дејмон Линделоф и Карлтон Кјуз                                                                   | разни              | 25. мај 2005.       | 20,71                     |
| 25               | 25                 | Излазак (3. део)                                        | Џек Бендер      | Дејмон Линделоф и Карлтон Кјуз                                                                   | разни              | 25. мај 2005.       | 20,71                     |

### 2. сезона (2005–06)
| Бр. еп. (укупно) | Бр. еп. (у сезони) | Наслов                               | Редитељ         | Сценариста                          | Истакнути лик(ови)                 | Премијера           | Гледаност у САД (милиони) |
| ---------------- | ------------------ | ------------------------------------ | --------------- | ----------------------------------- | ---------------------------------- | ------------------- | ------------------------- |
| 26               | 1                  | Човек науке, човек вере              | Џек Бендер      | Дејмон Линделоф                     | Џек                                | 21. септембар 2005. | 23,47                     |
| 27               | 2                  | Препуштено случају                   | Стивен Вилијамс | Стивен Маеда и Леонард Дик          | Мајкл                              | 28. септембар 2005. | 23,17                     |
| 28               | 3                  | Оријентација                         | Џек Бендер      | Хавијер Гриљо-Маршуах и Крејг Рајт  | Лок                                | 5. октобар 2005.    | 22,38                     |
| 29               | 4                  | Сви мрзе Хјуга                       | Алан Тејлор     | Едвард Китсис и Адам Хоровиц        | Херли                              | 12. октобар 2005.   | 21,66                     |
| 30               | 5                  | ...и нађени                          | Стивен Вилијамс | Карлтон Кјуз и Дејмон Линделоф      | Сан и Џин                          | 19. октобар 2005.   | 21,38                     |
| 31               | 6                  | Напуштен                             | Адам Дејвидсон  | Елизабет Сарноф                     | Шенон                              | 9. новембар 2005.   | 20,01                     |
| 32               | 7                  | Других 48 дана                       | Ерик Ланевил    | Дејмон Линделоф и Карлтон Кјуз      | Ана Лусија, Бернард, Либи и г. Еко | 16. новембар 2005.  | 21,87                     |
| 33               | 8                  | Колизија                             | Стивен Вилијамс | Хавијер Гриљо-Маршуах и Леонард Дик | Ана Лусија                         | 23. новембар 2005.  | 19,29                     |
| 34               | 9                  | Шта је Кејт урадила                  | Пол Едвардс     | Стивен Маеда и Крејг Рајт           | Кејт                               | 30. новембар 2005.  | 21,54                     |
| 35               | 10                 | 23. псалм                            | Мет Ерл Бизли   | Карлтон Кјуз и Дејмон Линделоф      | Г. Еко                             | 11. јануар 2006.    | 20,56                     |
| 36               | 11                 | Ловачка дружина                      | Стивен Вилијамс | Елизабет Сарноф и Кристина М. Ким   | Џек                                | 18. јануар 2006.    | 19,13                     |
| 37               | 12                 | Ватра и вода                         | Џек Бендер      | Едвард Китсис и Адам Хоровиц        | Чарли                              | 25. јануар 2006.    | 19,05                     |
| 38               | 13                 | Дуга превара                         | Роксан Досон    | Стивен Маеда и Леонард Дик          | Сојер                              | 8. фебруар 2006.    | 18,74                     |
| 39               | 14                 | Један од њих                         | Стивен Вилијамс | Дејмон Линделоф и Карлтон Кјуз      | Сајид                              | 15. фебруар 2006.   | 18,20                     |
| 40               | 15                 | Породиљско боловање                  | Џек Бендер      | Дон Ламбертсен Кели и Мет Рагијанти | Клер                               | 1. март 2006.       | 16,43                     |
| 41               | 16                 | Права истина                         | Карен Гавиола   | Елизабет Сарноф и Кристина М. Ким   | Сан                                | 22. март 2006.      | 15,30                     |
| 42               | 17                 | Закључавање                          | Стивен Вилијамс | Карлтон Кјуз и Дејмон Линделоф      | Лок                                | 29. март 2006.      | 16,21                     |
| 43               | 18                 | Дејв                                 | Џек Бендер      | Едвард Китсиси и Адам Хоровиц       | Херли                              | 5. април 2006.      | 16,38                     |
| 44               | 19                 | С.О.С.                               | Ерик Ланевил    | Стивен Маеда и Леонард Дик          | Роуз и Бернард                     | 12. април 2006.     | 15,68                     |
| 45               | 20                 | Два за понети                        | Пол Едвардс     | Елизабет Сарноф и Кристина М. Ким   | Ана Лусија                         | 3. мај 2006.        | 15,56                     |
| 46               | 21                 | ?                                    | Деран Сарафијан | Дејмон Линделоф и Карлтон Кјуз      | Г. Еко                             | 10. мај 2006.       | 16,35                     |
| 47               | 22                 | Три минута                           | Стивен Вилијамс | Едвард Китсис и Адам Хоровиц        | Мајкл                              | 17. мај 2006.       | 14,67                     |
| 48               | 23                 | Живите заједно, умрите сами (1. део) | Џек Бендер      | Карлтон Кјуз и Дејмон Линделоф      | Дезмонд                            | 24. мај 2006.       | 17,84                     |
| 49               | 24                 | Живите заједно, умрите сами (2. део) | Џек Бендер      | Карлтон Кјуз и Дејмон Линделоф      | Дезмонд                            | 24. мај 2006.       | 17,84                     |

### 3. сезона (2006–07)
| Бр. еп. (укупно) | Бр. еп. (у сезони) | Наслов                  | Редитељ            | Сценариста                                                         | Истакнути лик(ови) | Премијера         | Гледаност у САД (милиони) |
| ---------------- | ------------------ | ----------------------- | ------------------ | ------------------------------------------------------------------ | ------------------ | ----------------- | ------------------------- |
| 50               | 1                  | Прича о два града       | Џек Бендер         | Прича: Џеј-Џеј Абрамс и Дејмон Линделоф Теледрама: Дејмон Линделоф | Џек                | 4. октобар 2006.  | 18,82                     |
| 51               | 2                  | Стаклена балерина       | Пол Едвардс        | Џеф Пинкнер и Дру Годард                                           | Сан и Џин          | 11. октобар 2006. | 16,89                     |
| 52               | 3                  | Даља упутства           | Стивен Вилијамс    | Карлтон Кјуз и Елизабет Сарноф                                     | Лок                | 18. октобар 2006. | 16,31                     |
| 53               | 4                  | Свако за себе           | Стивен Вилијамс    | Едвард Китсис и Адам Хоровиц                                       | Сојер              | 25. октобар 2006. | 17,09                     |
| 54               | 5                  | Цена живота             | Џек Бендер         | Алисон Шапкер и Моника Овусу-Брин                                  | Г. Еко             | 1. новембар 2006. | 16,07                     |
| 55               | 6                  | Пристајем               | Такер Гејтс        | Дејмон Линделоф и Карлтон Кјуз                                     | Кејт               | 8. новембар 2006. | 17,15                     |
| 56               | 7                  | Не у Портланду          | Стивен Вилијамс    | Карлтон Кјуз и Џеф Пинкнер                                         | Џулијет            | 7. фебруар 2007.  | 14,49                     |
| 57               | 8                  | Бљесак пред очима       | Џек Бендер         | Дејмон Линделоф и Дру Годард                                       | Дезмонд            | 14. фебруар 2007. | 12,84                     |
| 58               | 9                  | Странац у страној земљи | Парис Баркли       | Елизабет Сарноф и Кристина М. Ким                                  | Џек                | 21. фебруар 2007. | 12,95                     |
| 59               | 10                 | Триша Танака је мртва   | Ерик Ланевил       | Едвард Китсис и Адам Хоровиц                                       | Херли              | 28. фебруар 2007. | 12,78                     |
| 60               | 11                 | Унеси 77                | Стивен Вилијамс    | Карлтон Кјуз и Дејмон Линделоф                                     | Сајид              | 7. март 2007.     | 12,45                     |
| 61               | 12                 | Авионом                 | Пол Едвардс        | Кристина М. Ким и Џордан Розенберг                                 | Claire             | 14. март 2007.    | 12,48                     |
| 62               | 13                 | Човек из Талахасија     | Џек Бендер         | Дру Годард и Џеф Пинкнер                                           | Лок                | 21. март 2007.    | 12,22                     |
| 63               | 14                 | Разоткривени            | Стивен Вилијамс    | Едвард Китсис и Адам Хоровиц                                       | Ники и Пауло       | 28. март 2007.    | 11,52                     |
| 64               | 15                 | Остављена               | Карен Гавиола      | Дејмон Линделоф и Елизабет Сарноф                                  | Кејт               | 4. април 2007.    | 11,66                     |
| 65               | 16                 | Једна од нас            | Џек Бендер         | Карлтон Кјуз и Дру Годард                                          | Џулијет            | 11. април 2007.   | 12,09                     |
| 66               | 17                 | Квака 22                | Стивен Вилијамс    | Џеф Пинкнер и Брајан К. Вон                                        | Дезмонд            | 18. април 2007.   | 12,08                     |
| 67               | 18                 | Датум зачећа            | Фредерик Е. О. Тој | Едвард Китсис и Адам Хоровиц                                       | Сан                | 25. април 2007.   | 11,86                     |
| 68               | 19                 | Притвор                 | Ерик Ланевил       | Дејмон Линделоф и Карлтон Кјуз                                     | Лок                | 2. мај 2007.      | 12,33                     |
| 69               | 20                 | Човек иза завесе        | Боби Рот           | Елизабет Сарноф и Дру Годард                                       | Бен                | 9. мај 2007.      | 12,11                     |
| 70               | 21                 | Највећи хитови          | Стивен Вилијамс    | Едвард Китсис и Адам Хоровиц                                       | Чарли              | 16. мај 2007.     | 12,32                     |
| 71               | 22                 | Кроз огледала (1. део)  | Џек Бендер         | Карлтон Кјуз и Дејмон Линделоф                                     | Џек                | 23. мај 2007.     | 13,86                     |
| 72               | 23                 | Кроз огледала (2. део)  | Џек Бендер         | Карлтон Кјуз и Дејмон Линделоф                                     | Џек                | 23. мај 2007.     | 13,86                     |

### 4. сезона (2008)
| Бр. еп. (укупно) | Бр. еп. (у сезони) | Наслов                              | Редитељ         | Сценариста                        | Истакнути лик(ови)            | Премијера         | Гледаност у САД (милиони) |
| ---------------- | ------------------ | ----------------------------------- | --------------- | --------------------------------- | ----------------------------- | ----------------- | ------------------------- |
| 73               | 1                  | Почетак краја                       | Џек Бендер      | Дејмон Линделоф и Карлтон Кјуз    | Херли                         | 31. јануар 2008.  | 16,07                     |
| 74               | 2                  | Дефинитивно мртви                   | Стивен Вилијамс | Дру Годард и Брајан К. Вон        | Фарадеј, Шарлот, Мајлс, Френк | 7. фебруар 2008.  | 15,06                     |
| 75               | 3                  | Економиста                          | Џек Бендер      | Едвард Китсис и Адам Хоровиц      | Сајид                         | 14. фебруар 2008. | 13,62                     |
| 76               | 4                  | Јајоград                            | Стивен Вилијамс | Елизабет Сарноф и Грегори Нејшонс | Кејт                          | 21. фебруар 2008. | 13,53                     |
| 77               | 5                  | Константа                           | Џек Бендер      | Карлтон Кјуз и Дејмон Линделоф    | Дезмонд                       | 28. фебруар 2008. | 12,85                     |
| 78               | 6                  | Друга жена                          | Ерик Ланевил    | Дру Годард и Кристина М. Ким      | Џулијет                       | 6. март 2008.     | 12,90                     |
| 79               | 7                  | Џи Јон                              | Стивен Семел    | Едвард Китсис и Адам Хоровиц      | Сан и Џин                     | 13. март 2008.    | 11,87                     |
| 80               | 8                  | Упознајте Кевина Џонсона            | Стивен Вилијамс | Елизабет Сарноф и Брајан К. Вон   | Мајкл                         | 20. март 2008.    | 11,28                     |
| 81               | 9                  | Облик ствари које ће доћи           | Џек Бендер      | Брајан К. Вон и Дру Годард        | Бен                           | 24. април 2008.   | 12,33                     |
| 82               | 10                 | Нешто лепо код куће                 | Стивен Вилијамс | Едвард Китсис и Адам Хоровиц      | Џек                           | 1. мај 2008.      | 11,14                     |
| 83               | 11                 | Страх од кабине                     | Пол Едвардс     | Елизабет Сарноф и Кајл Пенингтон  | Лок                           | 8. мај 2008.      | 11,28                     |
| 84               | 12                 | Нигде није лепше него кући (1. део) | Стивен Вилијамс | Дејмон Линделоф и Карлтон Кјуз    | Џек, Херли, Сајид, Сан, Кејт  | 15. мај 2008.     | 11,40                     |
| 85               | 13                 | Нигде није лепше него кући (2. део) | Џек Бендер      | Карлтон Кјуз и Дејмон Линделоф    | Џек, Херли, Сајид, Сан, Кејт  | 29. мај 2008.     | 12,20                     |
| 86               | 14                 | Нигде није лепше него кући (3. део) | Џек Бендер      | Карлтон Кјуз и Дејмон Линделоф    | Џек, Херли, Сајид, Сан, Кејт  | 29. мај 2008.     | 12,20                     |

### 5. сезона (2009)
| Бр. еп. (укупно) | Бр. еп. (у сезони) | Наслов                        | Редитељ         | Сценариста                          | Истакнути лик(ови) | Премијера         | Гледаност у САД (милиони) |
| ---------------- | ------------------ | ----------------------------- | --------------- | ----------------------------------- | ------------------ | ----------------- | ------------------------- |
| 87               | 1                  | Зато што сте отишли           | Стивен Вилијамс | Дејмон Линделоф и Карлтон Кјуз      | нико               | 21. јануар 2009.  | 11,66                     |
| 88               | 2                  | Лаж                           | Џек Бендер      | Едвард Китсис и Адам Хоровиц        | Херли              | 21. јануар 2009.  | 11,08                     |
| 89               | 3                  | Бомба                         | Род Холкомб     | Елизабет Сарноф и Пол Збишевски     | Дезмонд            | 28. јануар 2009.  | 11,07                     |
| 90               | 4                  | Мали принц                    | Стивен Вилијамс | Брајан К. Вон и Мелинда Шу Тејлор   | Кејт               | 4. фебруар 2009.  | 10,98                     |
| 91               | 5                  | Ово место је смрт             | Пол Едвардс     | Едвард Китсис и Адам Хоровиц        | Сан и Џин          | 11. фебруар 2009. | 9,77                      |
| 92               | 6                  | 316                           | Стивен Вилијамс | Дејмон Линделоф и Карлтон Кјуз      | Џек                | 18. фебруар 2009. | 11,27                     |
| 93               | 7                  | Живот и смрт Џеремија Бентама | Џек Бендер      | Дејмон Линделоф и Карлтон Кјуз      | Лок                | 25. фебруар 2009. | 9,82                      |
| 94               | 8                  | Лафлор                        | Марк Голдман    | Елизабет Сарноф и Кајл Пенингтон    | Сојер              | 4. март 2009.     | 10,61                     |
| 95               | 9                  | Добродошли                    | Џек Бендер      | Пол Збишевски и Брајан К. Вон       | нико               | 18. март 2009.    | 9,08                      |
| 96               | 10                 | Он је наш ти                  | Грег Јајтанс    | Едвард Китсис и Адам Хоровиц        | Сајид              | 25. март 2009.    | 8,82                      |
| 97               | 11                 | Шта год се десило, десило се  | Боби Рот        | Дејмон Линделоф и Карлтон Кјуз      | Кејт               | 1. април 2009.    | 9,35                      |
| 98               | 12                 | Мртво је мртво                | Стивен Вилијамс | Брајан К. Вон и Елизабет Сарноф     | Бен                | 8. април 2009.    | 8,29                      |
| 99               | 13                 | Неки то воле вруће            | Џек Бендер      | Мелинда Шу Тејлор и Грегори Нејшонс | Мајлс              | 15. април 2009.   | 9,23                      |
| 100              | 14                 | Променљива                    | Пол Едвардс     | Едвард Китсис и Адам Хоровиц        | Фарадеј            | 29. април 2009.   | 9,04                      |
| 101              | 15                 | Прати вођу                    | Стивен Вилијамс | Пол Збишевски и Елизабет Сарноф     | нико               | 6. мај 2009.      | 8,70                      |
| 102              | 16                 | Инцидент (1. део)             | Џек Бендер      | Дејмон Линделоф и Карлтон Кјуз      | Џејкоб             | 13. мај 2009.     | 9,43                      |
| 103              | 17                 | Инцидент (2. део)             | Џек Бендер      | Дејмон Линделоф и Карлтон Кјуз      | Џејкоб             | 13. мај 2009.     | 9,43                      |

### 6. сезона (2010)
| Бр. еп. (укупно) | Бр. еп. (у сезони) | Наслов                 | Редитељ         | Сценариста                                    | Истакнути лик(ови)     | Премијера         | Гледаност у САД (милиони) |
| ---------------- | ------------------ | ---------------------- | --------------- | --------------------------------------------- | ---------------------- | ----------------- | ------------------------- |
| 104105           | 12                 | Аеродром Лос Анђелес   | Џек Бендер      | Дејмон Линделоф и Карлтон Кјуз                | нико                   | 2. фебруар 2010.  | 12,09                     |
| 106              | 3                  | Шта Кејт ради          | Пол Едвардс     | Едвард Китсис и Адам Хоровиц                  | Кејт                   | 9. фебруар 2010.  | 11,05                     |
| 107              | 4                  | Замена                 | Такер Гејтс     | Елизабет Сарноф и Мелинда Шу Тејлор           | Лок                    | 16. фебруар 2010. | 9,82                      |
| 108              | 5                  | Светионик              | Џек Бендер      | Карлтон Кјуз и Дејмон Линделоф                | Џек                    | 23. фебруар 2010. | 9,95                      |
| 109              | 6                  | Залазак сунца          | Боби Рот        | Пол Збишевски и Грејам Роланд                 | Сајид                  | 2. март 2010.     | 9,29                      |
| 110              | 7                  | Доктор Лајнус          | Марио Ван Пиблс | Едвард Китсис и Адам Хоровиц                  | Бен                    | 9. март 2010.     | 9,49                      |
| 111              | 8                  | Извиђање               | Џек Бендер      | Елизабет Сарноф и Џим Галасо                  | Сојер                  | 16. март 2010.    | 8,87                      |
| 112              | 9                  | Од почетка             | Такер Гејтс     | Мелинда Шу Тејлор и Грегори Нејшонс           | Ричард                 | 23. март 2010.    | 9,31                      |
| 113              | 10                 | Пакет                  | Пол Едвардс     | Пол Збишевски и Грејам Роланд                 | Сан и Џин              | 30. март 2010.    | 10,13                     |
| 114              | 11                 | Срећно до краја живота | Џек Бендер      | Карлтон Кјуз и Дејмон Линделоф                | Дезмонд                | 6. април 2010.    | 9,55                      |
| 115              | 12                 | Сви воле Хјуга         | Данијел Атијас  | Едвард Китсис и Адам Хоровиц                  | Херли                  | 13. април 2010.   | 9,48                      |
| 116              | 13                 | Последњи регрут        | Стивен Семел    | Пол Збишевски и Грејам Роланд                 | нико                   | 20. април 2010.   | 9,53                      |
| 117              | 14                 | Кандидат               | Џек Бендер      | Елизабет Сарноф и Џим Галасо                  | Џек и Лок              | 4. мај 2010.      | 9,59                      |
| 118              | 15                 | Преко мора             | Такер Гејтс     | Карлтон Кјуз и Дејмон Линделоф                | Џејкоб и Човек у Црном | 11. мај 2010.     | 10,32                     |
| 119              | 16                 | За шта су умрли        | Пол Едвардс     | Едвард Китсис, Адам Хоровиц и Елизабет Сарноф | нико                   | 18. мај 2010.     | 10,47                     |
| 120121           | 1718               | Крај                   | Џек Бендер      | Дејмон Линделоф и Карлтон Кјуз                | нико                   | 23. мај 2010.     | 13,57                     |

## Изгубљени - додатни делови: 2007-2008
| Наслов епизоде и опис | Ликови                       | Премијерно приказано у САД | Епизода |
| --- | ---------------------------- | -------------------------- | ------- |
| Сат (енг. The Watch) Неколико година пре пада на острво, и пре Џековог венчања са Саром, Џеков отац отац Кристијан се извињава Џеку што није био бољи отац према њему. Кристијан даје Џеку сат који је њему дао његов отац. | Џек и Кристијан              |                            | 1       |
| |                              |                            |         |
| Авантуре Харлија и Фрогурта (енг. The Adventures of Hurley and Frogurt) Након што Харли налази вино које му треба за његов пикник са Либи, дана 64-ог, среће се са Нил, једним од преживелих, који је радио као продавац смрзнутог јогурта и кога су звали Фрогурт. Фрогурт каже Харлију да се и њему свиђа Либи и да чека да Харлијева веза са Либи пропадне. | Харли и Фрогурт              |                            | 2       |
| |                              |                            |         |
| Краљ у дворцу (енг. King of the Castle) Негде између 75-ог и 79-ог дана на острву, када Џек одлази са Другима у Бараке, Џек и Бен играју шах. Бен говори Џеку да га острво можда неће пустити да оде а ако му то и пође за руком, да би Џек могао због тога зажалити.                                                                                          | Џек и Бен                    |                            | 3       |
| |                              |                            |         |
| Погодба (енг. The Deal) 63-ћег дана, Џулијет посећује Мајкла током његовог заробљеништва код Других да би му објаснила да је неопходно да Волт напусти острво. | Мајкл и Џулијет              |                            | 4       |
| |                              |                            |         |
| Операција: Спавач (енг. Operation: Sleeper) У ноћи 88-ог дана, Џулијет буди Џека да би му признала да она ради за Бена. | Џек и Џулијет                |                            | 5       |
| |                              |                            |         |
| Соба 23 (енг. Room 23) Негде између 44-ог и 49-ог дана, Волт Лојд је затворен у соби 23. Џулијет показује Бену неколико птица које су угинуле пред вратима собе 23. | Бен и Џулијет                |                            | 6       |
| |                              |                            |         |
| Арц и Крафт (енг. Arzt & Crafts) 7-ог дана, Арц покушава да одговори неколико преживелих од тога да послушају Џека и преселе се у пећине, све до тренутка када чује чудовиште и онда и он одлучи да им се придружи. | Харли, Јин, Син, Мајкл и Арц |                            | 7       |
| |                              |                            |         |
| Закопане тајне (енг. Buried Secrets) Негде између 6-ог и 44-ог дана, док је Сан закопавала своју лажну возачку дозволу, Мајкл наилази на њу и умало да се пољубе. | Јин, Син и Мајкл             |                            | 8       |
| |                              |                            |         |
| Тропска депресија (енг. Tropical Depression) 43-ег дана, Арц признаје Мајклу да је лагао о томе да наилази сезона монсуна. Такође му говори и то да је био у Аустралији да би се упознао са женом коју је упознао преко интернета, која га је одбила. | Мајкл и Арц                  |                            | 9       |
| |                              |                            |         |
| Џек, упознај Итана. Итане, ово је Џек (енг. Jack, Meet Ethan. Ethan? Jack) Негде између 2-ог и 5-ог дана, Итан прилази Џеку и даје му кофер пун медицинског прибора и њих двојица разговарају о томе да би Клер можда могла да се породи на острву. Итан говори Џеку и да су његова жена умрла током порођаја, заједно са бебом.                               | Џек и Итан                   |                            | 10      |
| |                              |                            |         |
| Јин, на голфском терену (енг. Jin Has a Temper-Tantrum On the Golf Course) Негде око 43-ег дана, док је играо голф са Мајклом и Харлијем, Јин, сав бесан, се дере о својим проблемима. | Харли, Јин и Мајкл           |                            | 11      |
| |                              |                            |         |
| Коверат (енг. The Envelope) Првог дана, Џулија даје Бенове снимке Амелији, чланици књижевног клуба Других. Примећује се да се Бену можда свиђа Џулија. | Џулијет и Амелија            |                            | 12      |
| |                              |                            |         |
| И тако је почело (енг. So It Begins) Одмах након пада, први дан, неко ко личи на Кристијана говори псу Винсенту да оде и пронађе Џека. Понавља се сцена пада авиона у којој се Џек буди а Винсент пролази поред њега. | Џулијет и Амелија            |                            | 13      |

## Специјали: 2005-2008
| Наслов епизоде и опис                                                          | Приказано између | Премијерно приказано у САД |  |
| ------------------------------------------------------------------------------ | ---------------- | -------------------------- |  |
| Изгубљени: Путовање (енг. Lost: The Journey)                                   | 1.20 и 1.21      |                            |  |
|                                                                                |                  |                            |  |
| Одредиште Изгубљених (енг. Destination Lost)                                   | 1.24 и 2.1       |                            |  |
|                                                                                |                  |                            |  |
| Изгубљени: Откровење (енг. Lost: Revelation)                                   | 2.9 и 2.10       |                            |  |
|                                                                                |                  |                            |  |
| Изгубљени: (енг. Lost: Reckoning)                                              | 2.19 и 2.20      |                            |  |
|                                                                                |                  |                            |  |
| Изгубљени: Прича о опстанку (енг. Lost: A Tale of Survival)                    | 2.23 и 3.1       |                            |  |
|                                                                                |                  |                            |  |
| Водич за преживљавање по Изгубљенима (енг. Lost Survivor Guide)                | 3.6 и 3.7        |                            |  |
|                                                                                |                  |                            |  |
| Изгубљени: Одговори (енг. Lost: The Answers)                                   | 3.21 и 3.22      |                            |  |
|                                                                                |                  |                            |  |
| Изгубљени: Прошлост, садашњост и будућност (енг. Lost: Past, Present & Future) | 3.22 и 4.1       |                            |  |